# مهمانان (فیلم ۱۹۷۲)
مهمانان (انگلیسی: The Visitors) فیلمی به کارگردانی الیا کازان است که در سال ۱۹۷۲ منتشر شد. از بازیگران آن می‌توان به جیمز وودز اشاره کرد.